# Гажиу, Валерий Георгиевич
Валерий Георгиевич Гажиу (рум. Valeriu Gagiu — Валериу Гажиу; настоящая фамилия Гажа; 1 мая 1938, Кишинёв — 21 декабря 2010, там же) — советский и молдавский кинорежиссёр, сценарист и поэт. Народный артист Молдавии (2010).

## Биография
В 1956 году окончил кишинёвскую среднюю школу № 3, где его соучениками (и друзьями) были Л. С. Беринский и Б. Г. Колкер. Будучи школьником, под своей исходной фамилией Гажа дебютировал стихотворением в совместной с Львом Беринским публикации в газете «Юный ленинец» от 5 января 1953 года. В последующие годы публикации на русском языке также выходили под именем Валерий Гажа, в том числе подборки стихов в газетах «Октябрь», «Молодёжь Молдавии», «Советская Молдавия», «Московский комсомолец», журнале «Днестр» (1956—1967), коллективном сборнике «Молодость» (Кишинёв: Картя Молдовеняскэ, 1959); стихотворные переводы с молдавского языка (1958—1960), сборник детских стихов «Габин дед» (2007), публикации сценариев («Человек идёт за солнцем», 1960; «Молодым остаётся время», 1961) и прозаических произведений (очерки, рассказы), и посмертное собрание сочинений «Стихи» (Кишинёв, 2019. — 312 с. — ISBN 978-9975-87-477-9).
В 1956—1957 годах учился на филологическом факультете Кишинёвского государственного педагогического института им. Иона Крянгэ. В 1957 году поступил на сценарный факультет ВГИКа и окончил его в 1963 году.
Автор и соавтор сценариев: «Когда улетают аисты», «Человек идёт за солнцем», «Зелёная волна» (короткометражный), сценариев своих фильмов, стихов и рассказов.

## Награды и премии
- Премия комсомола Молдавской ССР (1967, за фильм «Горькие зёрна»)
- Премия III Всесоюзного кинофестиваля (1968, за фильм «Горькие зёрна»)
- Заслуженный деятель искусств Молдавской ССР (1985)
- Национальная премия Республики Молдова в области литературы, искусства и архитектуры (1998, Правительство Молдавии)[10]
- Ордена Республики (1998)
- Народный артист Молдавии (2010)

## Фильмография

### Режиссёр
- 1963 — Улица слушает (короткометражный)
- 1966 — Горькие зёрна
- 1969 — Десять зим за одно лето
- 1970 — Взрыв замедленного действия
- 1972 — Последний гайдук
- 1974 — Долгота дня
- 1976 — По волчьему следу
- 1977 — Когда рядом мужчина
- 1980 — Где ты, любовь?
- 1982 — Июньский рубеж
- 1983 — Я готов принять вызов
- 1984 — Тревожный рассвет
- 1986 — Таинственный узник
- 1988 — Коршуны добычей не делятся
- 1991 — Улица погасших фонарей

### Сценарист
- 1961 — Человек идёт за солнцем (с Михаилом Каликом)
- 1963 — Улица слушает (короткометражный)
- 1964 — Когда улетают аисты
- 1966 — Горькие зёрна
- 1969 — Десять зим за одно лето
- 1970 — Взрыв замедленного действия
- 1972 — Последний гайдук
- 1973 — Зелёная волна (короткометражный)
- 1974 — Долгота дня
- 1976 — По волчьему следу
- 1977 — Когда рядом мужчина
- 1980 — Где ты, любовь?
- 1982 — Июньский рубеж
- 1983 — Я готов принять вызов
- 1984 — Тревожный рассвет
- 1986 — Таинственный узник
- 1988 — Коршуны добычей не делятся
- 1991 — Улица погасших фонарей

### Роли в кино
- 1963 — Улица слушает (короткометражный)